# Loren Rowney
Loren Rowney, née le 14 octobre 1988 à Johannesburg, est une ancienne coureuse cycliste professionnelle australienne.

## Débuts
Si Loren Rowney est australienne et se considère comme une habitante de la Gold Coast, elle naît et grandit en Afrique du Sud jusqu’à l’âge de huit ans,. Loren commence le cyclisme à l'âge de quatorze ans, son frère pratiquant déjà ce sport. D’autre part, elle court à pied. Après le lycée, elle décide de se concentrer exclusivement sur la pratique du cyclisme. En 2009, elle passe une année difficile à cause de maladies à répétition. À vingt ans, en parallèle de sa pratique du cyclisme, elle reprend ses études et passe une licence en biologie et écologie à l'université Griffith. Elle est passionnée par la protection des animaux en voie de disparition et a un attrait particuliers pour les rhinocéros blanc.

## Carrière

### 2011
En octobre 2011, elle participe à Honda Hybrid Women's Tour en Australie avec son équipe Bundaberg Sugar. Elle termine troisième de la première étape. Sur la deuxième étape, elle gagne le sprint et s'empare du maillot de leader du classement général. Le lendemain, le contre-la-montre par équipe la fait rétrograder à la troisième place du classement général. Elle est cinquième de l'étape reine et remonte d'une place. Elle termine troisième de la dernière étape et remporte le tour grâce aux bonifications. Elle se considère comme une bonne sprinteuse qui peut passer les montées.

### 2012
En 2012, elle rejoint l'équipe Specialized-Lululemon, c'est sa première année hors de son continent. De son propre aveu, Kristy Scrymgeour la recrute pour faire baisser la moyenne d'âge de l'équipe, qui est réglementée par l'UCI. Elle prépare sa saison aux Jayco Bay Series en Australie en janvier mais en portant d'autres couleurs. Sur la deuxième étape, elle s'échappe avec Amanda Spratt avant de la battre au sprint,. Loren Rowney remporte la deuxième étape du Tour de Nouvelle-Zélande au sprint et la première étape de la Redlands Bicycle Classic au sprint. En mai, elle remporte la quatrième étape du Tour of the Gila. Elle gagne aussi la sixième étape de la Route de France.

### 2013

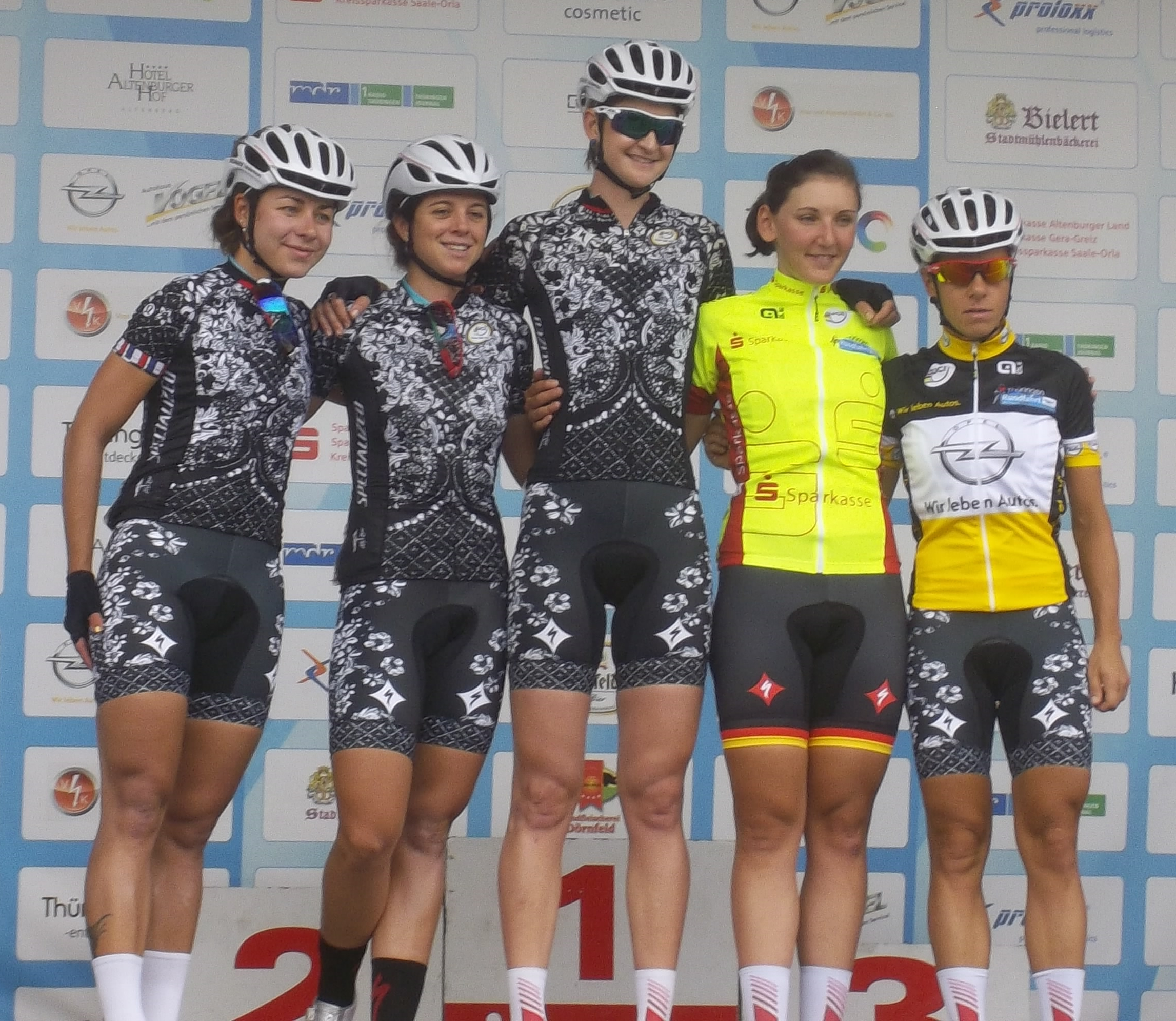
Sur le podium de présentation du Tour de Thuringe (au centre)

Elle réside à Gérone en Europe et est entraînée par Mark Brady. En avril, elle se fait remarquer sur le podium de la Redlands Bicycle Classic en parodiant le geste qu'a fait Peter Sagan au Tour des Flandres en pinçant les fesses de l'officiel félicitant les athlètes. Elle gagne la cinquième étape du Gracia Orlova après s'être échappée durant une cinquantaine de kilomètres avec cinq autres coureuses et avoir remonté au sprint Christel Ferrier-Bruneau,. Au Tour du Languedoc-Roussillon, elle remporte la quatrième étape au sprint.

### 2014
En septembre, elle gagne la troisième étape du Tour de l'Ardèche dans un sprint massif,. Elle est sélectionnée pour les championnats du monde, mais est prise dans la chute massive durant la course.

### 2015
Début mars, au  Drentse 8 van Dwingeloo, elle prend la bonne échappée de huit coureuses qui part à l'arrivée sur le petit circuit. Au sprint, alors qu'elle tente de remonter Giorgia Bronzini le long des barrières, un spectateur passe sa main par-dessus celles-ci et fait chuter Loren Rowney. Elle se casse la clavicule sur le coup,. Elle fait son retour lors du circuit de Borsele.

### 2016
Fin janvier 2017, elle annonce sa retraite après une année 2016 compliquée.

## Directrice sportive
En 2017, Loren Rowney devient directrice sportive de l'équipe australienne Roxsalt. L'année suivante, elle rejoint l'encadrement de l'équipe Drops.

## Palmarès
- 2010
  - 3e du championnat d'Australie sur route espoirs
- 2011
  - Honda Hybrid Women’s Tour
- 2012
  - 6e étape de la Route de France
  - 2e étape du Tour de Nouvelle-Zélande
  - 1re étape de la Redlands Bicycle Classic
- 2013
  - 5e étape du Gracia Orlova
  - 4e étape du Tour du Languedoc-Roussillon
- 2014
  - 3e étape du Tour de l'Ardèche
- 2015
  - 4e étape de la Route de France
  - 5e étape du Trophée d'Or
  - 3e du Santos Women's Tour
- 2016
  - 2e étape du Tour de Feminin - O cenu Ceskeho Svycarska

## Classements mondiaux
| Année                                 | 2012 | 2013 | 2014 | 2015 | 2016 |
| ------------------------------------- | ---- | ---- | ---- | ---- | ---- |
| Classement UCI                        | 152e | 148e | 287e | 126e | 195e |
|                                       |      |      |      |      |      |
| Légende : nc = non classéSource : UCI |      |      |      |      |      |